# بندر، مولداوی
بندر، مولداوی (به لاتین: Bender, Moldova) یک شهر در مولداوی است.

## خصوصیات
بندر ۹۷٫۲۹ کیلومترمربع مساحت و ۹۳٬۷۵۱ نفر جمعیت دارد و ۱۵ متر بالاتر از سطح دریا واقع شده‌است.

## خواهرخوانده
شهرهای بیرا، موزامبیک، کاوریاگو، Dubăsari، مونته سیلوانو و اوچامچیرا خواهرخوانده‌های بندر هستند.